# 1927-es Le Mans-i 24 órás verseny
Az 5. Le Mans-i 24 órás versenyt 1927. június 18-án rendezték meg.

## Végeredmény
|        | Kategória | #  | Csapat                                 | Versenyzők                          | Modell                                 | Körök |
| Motor  | Kategória | #  | Csapat                                 | Versenyzők                          |                                        | Körök |
| ------ | --------- | -- | -------------------------------------- | ----------------------------------- | -------------------------------------- | ----- |
| 1      | 3.0       | 3  | Bentley Motors Ltd.                    | Dr. Dudley Benjafield Sammy Davis   | Bentley 3 Liter Super Sport "Old No.7" | 137   |
| 1      | 3.0       | 3  | Bentley Motors Ltd.                    | Dr. Dudley Benjafield Sammy Davis   | Bentley 2.9L I4                        | 137   |
| 2      | 1.1       | 25 | Nincs csapatnév                        | André de Victor J. Hasley           | Salmson GS                             | 116   |
| 2      | 1.1       | 25 | Nincs csapatnév                        | André de Victor J. Hasley           | Salmson 1.1L I4                        | 116   |
| 3      | 1.1       | 23 | Nincs csapatnév                        | Georges Casse André Rousseau        | Salmson GS                             | 115   |
| 3      | 1.1       | 23 | Nincs csapatnév                        | Georges Casse André Rousseau        | Salmson 1.1L I4                        | 115   |
| 4      | 1.5       | 15 | Nincs csapatnév                        | Lucien Desvaux Fernand Vallon       | S.C.A.P. 1.5 Litre                     | 110   |
| 4      | 1.5       | 15 | Nincs csapatnév                        | Lucien Desvaux Fernand Vallon       | S.C.A.P. 1.5L I4                       | 110   |
| 5      | 1.1       | 26 | Etablissements Henri Precioux (E.H.P.) | Guy Bouriat Pierre Bussienne        | E.H.P. DS                              | 108   |
| 5      | 1.1       | 26 | Etablissements Henri Precioux (E.H.P.) | Guy Bouriat Pierre Bussienne        | C.I.M.E. 1.1L I4                       | 108   |
| 6      | 1.1       | 21 | Nincs csapatnév                        | André Marandet Gonzaque Lécureul    | S.C.A.P. BDE                           | 106   |
| 6      | 1.1       | 21 | Nincs csapatnév                        | André Marandet Gonzaque Lécureul    | S.C.A.P. 1.1L I4                       | 106   |
| 7      | 1.1       | 20 | Nincs csapatnév                        | Jean-Albert Gregoire Lucien Lemesle | Tracta                                 | 97    |
| 7      | 1.1       | 20 | Nincs csapatnév                        | Jean-Albert Gregoire Lucien Lemesle | S.C.A.P. 1.1L I4                       | 97    |
| 8 NC   | 1.5       | 16 | Nincs csapatnév                        | Henri Guilbert Albert Clément       | S.C.A.P.                               | ?     |
| 8 NC   | 1.5       | 16 | Nincs csapatnév                        | Henri Guilbert Albert Clément       | S.C.A.P. 1.5L I4                       | ?     |
| 9 DNF  | 2.0       | 4  | Nincs csapatnév                        | Robert Laly Jean Chassagne          | Ariés Surbaissée 3 Liter               | 122   |
| 9 DNF  | 2.0       | 4  | Nincs csapatnév                        | Robert Laly Jean Chassagne          | Ariés 3.0L I4                          | 122   |
| 10 DNF | 2.0       | 8  | Nincs csapatnév                        | Raymond Leroy Pierre Mesnel         | Fasto A3S                              | 96    |
| 10 DNF | 2.0       | 8  | Nincs csapatnév                        | Raymond Leroy Pierre Mesnel         | Fasto 2.0L I4                          | 96    |
| 11 DNF | 2.0       | 10 | Nincs csapatnév                        | Michel Doré Roger Hellot            | Fasto A3S                              | 75    |
| 11 DNF | 2.0       | 10 | Nincs csapatnév                        | Michel Doré Roger Hellot            | Fasto 2.0L I4                          | 75    |
| 12 DNF | 2.0       | 9  | Nincs csapatnév                        | "Brosselin" Frédéric Thelluson      | Fasto A3S                              | 72    |
| 12 DNF | 2.0       | 9  | Nincs csapatnév                        | "Brosselin" Frédéric Thelluson      | Fasto 2.0L I4                          | 72    |
| 13 DNF | 1.5       | 14 | Nincs csapatnév                        | Gaston Motteto Emile Maret          | S.A.R.A. SP7                           | 50    |
| 13 DNF | 1.5       | 14 | Nincs csapatnév                        | Gaston Motteto Emile Maret          | S.A.R.A. 1.5L I6                       | 50    |
| 14 DNF | 1.1       | 22 | Nincs csapatnév                        | Henri Armand Gaston Duval           | S.A.R.A. ATS                           | 42    |
| 14 DNF | 1.1       | 22 | Nincs csapatnév                        | Henri Armand Gaston Duval           | S.A.R.A. 1.1L I4                       | 42    |
| 15 DNF | 5.0       | 1  | Bentley Motors Ltd.                    | Frank Clement Leslie Callingham     | Bentley 4½ Liter "Old Mother Gun"      | 35    |
| 15 DNF | 5.0       | 1  | Bentley Motors Ltd.                    | Frank Clement Leslie Callingham     | Bentley 4.4L I6                        | 35    |
| 16 DNF | 2.0       | 12 | Nincs csapatnév                        | Jacques Chanterelle René Schiltz    | Theo Schneider 25 SP                   | 34    |
| 16 DNF | 2.0       | 12 | Nincs csapatnév                        | Jacques Chanterelle René Schiltz    | Theo Schneider 2.0L I4                 | 34    |
| 17 DNF | 3.0       | 2  | Bentley Motors Ltd.                    | Andre d'Erlanger George Duller      | Bentley 3 Liter Super Sport            | 34    |
| 17 DNF | 3.0       | 2  | Bentley Motors Ltd.                    | Andre d'Erlanger George Duller      | Bentley 3.0L I4                        | 34    |
| 18 DNF | 2.0       | 11 | Nincs csapatnév                        | Robert Poitier Pierre Tabourin      | Theo Schneider 25 SP                   | 26    |
| 18 DNF | 2.0       | 11 | Nincs csapatnév                        | Robert Poitier Pierre Tabourin      | Theo Schneider 2.0L I4                 | 26    |
| 19 DNF | 1.1       | 29 | Nincs csapatnév                        | Fernand Gabriel Louis Paris         | Ariés 8-10 CV                          | 23    |
| 19 DNF | 1.1       | 29 | Nincs csapatnév                        | Fernand Gabriel Louis Paris         | Ariés 1.1L I4                          | 23    |
| 20 DNF | 1.1       | 24 | Nincs csapatnév                        | Lionel de Marmier Pierre Goutte     | Salmson GS                             | 21    |
| 20 DNF | 1.1       | 24 | Nincs csapatnév                        | Lionel de Marmier Pierre Goutte     | Salmson 1.1L I4                        | 21    |
| 21 DNF | 1.1       | 28 | Nincs csapatnév                        | Arthur Duray Roger Delano           | Ariés 8-10 CV                          | 16    |
| 21 DNF | 1.1       | 28 | Nincs csapatnév                        | Arthur Duray Roger Delano           | Ariés 1.1L I4                          | 16    |
| 22 DNF | 1.1       | 27 | Etablissements Henri Precioux (E.H.P.) | Henri De Costier Georges Guignard   | E.H.P. DS                              | 8     |
| 22 DNF | 1.1       | 27 | Etablissements Henri Precioux (E.H.P.) | Henri De Costier Georges Guignard   | C.I.M.E. 1.1L I4                       | 8     |
| DNS    | 1.1       | -  | Nincs csapatnév                        | Pierre Fenaille Boussod             | Tracta                                 | -     |
| DNS    | 1.1       | -  | Nincs csapatnév                        | Pierre Fenaille Boussod             | S.C.A.P. 1.1L I4                       | -     |